# Daniel Rossellat
Daniel Rossellat, né en 1953, est un organisateur d’évènements culturels et une personnalité politique suisse. Il est le fondateur et président du Paléo Festival Nyon, et syndic de Nyon depuis 2008.

## Organisation d'évènements culturels
Daniel Rossellat organise ses premiers concerts à l’âge de 19 ans dans le cadre de ses activités d’animateur socioculturel, attirant à Nyon des vedettes comme Maxime Le Forestier, Baden Powell ou Claude Nougaro. Il fonde avec quelques amis le Folk Club de l’Escalier, qui deviendra en 1975 Paléo Arts & Spectacles. Cette association culturelle à but non lucratif est aujourd’hui l’organisatrice du Paléo Festival Nyon.
Daniel Rossellat (abandonnant ses études pour se consacrer pleinement à l’univers du spectacle) et ses amis mettent sur pied leur première grande manifestation musicale en 1976, le First Folk Festival, qui attire 1 800 personnes à la salle communale de Nyon.
En 1999, Daniel Rossellat est nommé directeur d'évènements dans le cadre de l’Exposition nationale suisse de 2002.

### Critique
En 2015, l'association de lutte contre le tabagisme OxyRomandie reproche à Daniel Rossellat « sa connivence avec Philip Morris », sponsor du festival Paléo depuis plus de 17 ans.

## Activité politique
Daniel Rossellat est élu comme indépendant proche des Verts au poste de syndic de Nyon le 30 novembre 2008, à la suite de la démission d'Alain-Valéry Poitry. Il est réélu en mars 2011 pour un mandat de cinq ans. Il est élu à nouveau au premier tour en février 2016, avec 52 % des voix, un score en baisse de 10 points par rapport à 2011 ; deux de ses alliées socialistes sont également élues au premier tour. Son dicastère couvre l’administration générale, les affaires régionales, la communication, l’énergie et le développement durable, ainsi que les affaires juridiques.
Après une première législature marquée par plusieurs oppositions qui ont bloqué le développement de la ville et un début de second mandat qui a vu le budget être refusé, la Municipalité a pu faire avancer de nombreux dossiers et projets, en matière d’urbanisme notamment. Sa politique en matière de mobilité, consistant à donner la priorité aux bus, ne fait en revanche pas l'unanimité.

## Distinctions et prix
Le 30 novembre 2007, il est fait chevalier de l'ordre des Arts et des Lettres, puis promu au grade d’officier le 10 février 2016. 